# Matt Coleman
Clifford Matthew Coleman III, detto Matt (Norfolk, 22 gennaio 1998), è un cestista statunitense.

## Palmarès
- Campione NIT (2019)